# Biblioteca de Sonobudoyo
La Biblioteca de Sonobudoyo (o de Sanabudaya) es un archivo y una biblioteca adjunta al Museo Sonobudoyo en el lado norte (principal) en Yogyakarta, en Java, en el país asiático de Indonesia.
Fue construido en 1935, diseñado por el arquitecto holandés Kersten bajo la arquitectura tradicional javanesa. Parte de su colección incluye un gran número de Kris (dagas asimétricas).